# 주제네바 대한민국 대표부
주제네바 대한민국 대표부는 스위스 제네바에 있는 세계무역기구, 유엔구주사무소 및 여타 국제기구와 관련된 업무를 담당하는 재외공관이다. 1959년 7월 22일 최초 설치되었다.

## 설치 배경
대한민국 정부는 제네바 소재 국제기구와 유엔구주사무소와의 보다 긴밀한 협력을 위해 1959년 7월 22일 제네바에 상주 대표부를 설치하였다. 제네바 대표부 설치는 오랜 시간 검토되었으나 당시 일본의 재일교포 송북안 문제가 제네바의 적십자국제위원회에서 논의됨에 따라 제네바에 임시대표만을 파견하던 정부가 상주 대표부설치를 결정하였다.

## 담당 국제기구[2]

### 유엔총회
- 보조 기관: 인권이사회
- 프로그램/기금: 유엔난민기구, 유엔개발계획 등
- 여타 기관/관련 기구: 유엔에이즈, 세계무역기구, 국제이주기구

### 유엔 안보리
- 보조 기관: 유엔보상위원회

### 유엔 경제사회이사회
- 전문 기구: 국제노동기구, 세계보건기구, 세계지식재산권기구, 국제전기통신연합, 세계기상기구

### 유엔 사무국
- 실국 및 사무소: 유엔인도지원조정실, 유엔인권최고대표실, 유엔제네바사무소

## 역대 공관장
| 대수   | 임기           | 직위 | 이름           |
| ------ | -------------- | ---- | -------------- |
| 초대   | 1959~1960      | 공사 | 김용식(金溶植) |
| 제2대  | 1960~1962      | 공사 | 금성용(金星鏞) |
| 제3대  | 1962~1964      | 공사 | 이한빈(李漢彬) |
| 제4대  | 1964~1964      | 공사 | 진필식(陳弼植) |
| 제5대  | 1964~1966      | 대사 | 정일영(鄭一永) |
| 제6대  | 1966~1968      | 대사 | 한표욱(韓豹頊) |
| 제7대  | 1968~1973      | 대사 | 박동진(朴東鎭) |
| 제8대  | 1973~1974      | 대사 | 황호을(黃鎬乙) |
| 제9대  | 1974~1976      | 대사 | 문덕주(文德周) |
| 제10대 | 1976~1981      | 대사 | 노신영(盧信永) |
| 제11대 | 1981~1984      | 대사 | 박쌍용(朴雙龍) |
| 제12대 | 1984~1986      | 대사 | 박근(朴槿)     |
| 제13대 | 1986~1991      | 대사 | 이상옥(李相玉) |
| 제14대 | 1991~1993      | 대사 | 박수길(朴銖吉) |
| 제15대 | 1993~1996      | 대사 | 허승(許陞)     |
| 제16대 | 1996~1998      | 대사 | 선준영(宣晙英) |
| 제17대 | 1998~2001      | 대사 | 장만순(張萬淳) |
| 제18대 | 2001~2004      | 대사 | 정의용(鄭義溶) |
| 제19대 | 2004~2007      | 대사 | 최혁(崔革)     |
| 제20대 | 2007~2010      | 대사 | 이성주(李晟周) |
| 제21대 | 2010~2012      | 대사 | 박상기(朴相起) |
| 제22대 | 2012~2015      | 대사 | 최석영(崔晳泳) |
| 제23대 | 2015~2018      | 대사 | 최경림(崔京林) |
| 제24대 | 2018~2021.5    | 대사 | 백지아(白芝娥) |
| 제25대 | 2021.6~2022.12 | 대사 | 이태호         |
| 제26대 | 2022.12~       | 대사 | 윤성덕         |